# Jan Ale Visser
Jan Ale Visser (Groningen 22 april 1918 - Voorburg, 14 september 1972) was een Nederlands oorlogsmisdadiger. Hij werkte bij de SD in Groningen op het Scholtenhuis. 
Hij stond bekend om zijn uiterst gewelddadig gedrag en Harm Bouman zegt over hem in een interview met Bauke Henstra in 1990: “Daarom vond ik Jan Ale Visser ook een griezel. (…) Dat was een vent die bij iedere zware actie waar hij kon, in meeging. (…) Deed niks liever [dan] schieten.”

## Personalia
Jan Ale Visser gaat na het behalen van het gymnasiumdiploma geneeskunde studeren in Leiden. 

## Oorlogsmisdaden
Visser pleegt in dienst van de SD talrijke zogenaamde  Silbertanne-moorden in het noorden van het land. Hij is vooral bekend van de Sneker Bloednacht, waar hij vijf mannen neerschiet als represaille op de moord van  NSKK'er Gaele van der Kooij. De mannen heetten Tekelenburg, Bakker, Van der Heide, Koelstra en Rasterhoff, alleen de laatste overleeft het. Visser heeft echter veel meer op zijn kerfstok. Zo is hij aanwezig bij de moord op mr. J.F.S. Domela Nieuwenhuis Nyegaard door Georg Wensel Nieswaag en betrokken bij de liquidatie van Hijlke Watze Watzema. In oktober 1944 is hij met Oomke Bouman betrokken bij de moord op caféhouder H. Heine in Groningen. 

## Bedumer razzia's april 1944
Op 25 april 1944 schiet hij Klaas Havinga dood tijdens een Silbertanne-vergeldingsactie voor de moord op Jannes Luitje Keijer waarbij Nieswaag aanwezig is. Hij is bij die vergeldingsactie eveneens betrokken bij de dood van Cornelis Bos, Jan Dwarshuis en Jan Reinder Visser. Deze represailles maakten deel uit van de grootste razzia in Groningen, waarbij uiteindelijk zo'n 150 jonge mannen uit de dorpen  Bedum, Stedum, Middelstum,  Zuidwolde en  Winsum werden opgepakt. Deze razzia waarbij zo'n 1.000 man van de SD, Feldgendarmerie en de Grüne Polizei werd ingezet, werd geleid door Hauptsturmführer Friedrich Bellmer.

## Proces en veroordeling
Jan Ale Visser, Oomke Bouman en Robert Lehnhof blijken in de gevangenis met elkaar te corresponderen om tot een samenhangend verhaal te komen waarbij ze elkaar dekken.. Dit helpt hen echter niet. Visser wordt tot de doodstraf veroordeeld. Dat vonnis wordt later nogmaals bevestigd. Het Hof had namelijk nog tot een psychiatrisch onderzoek gelast, maar de conclusie was dat de verdachte volkomen toerekeningsvatbaar moest worden geacht. Op 1 december 1947 is een gratieverzoek ingediend. In mei 1949 wordt bekend dat dit verzoek is gehonoreerd; de doodstraf wordt gewijzigd in een levenslange gevangenisstraf. In de jaren '60 komt hij vrij, maar oud wordt hij niet. Hij overlijdt in Voorburg op 54-jarige leeftijd.